# Южный Парк: Стриминговые войны. Часть 2
«Южный парк: Потоковые войны. Часть 2» (англ. South Park: The Streaming Wars Part 2, дословно — «Южный Парк: Потоковые войны. Часть 2») — спецвыпуск анимационного комедийного ситкома телеканала Comedy Central «Южный Парк». Режиссёром и автором сценария выступил Трей Паркер. Спецвыпуск является сиквелом «Южного Парка: Потоковые войны» и четвёртым из 14 будущих фильмов сериала для стримингового сервиса Paramount+. Премьера состоялась 13 июля 2022 года.

## Сюжет
На фоне стриминговых войн засуха в Южном Парке значительно усилилась. Эрик Картман подает в суд на свою мать Лиэн, заставляя Стэна Марша, Толкина Блэка, Баттерса Стотча и Кайла Брофловски дать показания о том, как Картман использовал заработанные им деньги для оплаты своих грудных имплантатов. В то же время Рэнди Марш просыпается на скамейке, окруженный людьми, которые испуганно смотрят на него. Полиция накачивает его транквилизатором и доставляет его в больницу, где детектив Харрисон объясняет, что у Рэнди случился "полный ядерный Карен". Толкин ищет улики о пропавшем отце Стиве в заброшенном доме Роберта Кесслера. Когда он рассказывает Картману о смерти Кесслера, Картман предполагает, что Толкин занимается сексом с Лиэн, полагая, что именно поэтому она противостоит Картману.
На заседании городского совета Денвера, Пи-Пи предлагает использовать исключительно мочу для работы своего аквапарка, а впоследствии и для работы всего Колорадо. Его идею поддерживают знаменитости, которые продвигали криптовалюту и NFT. Тем временем Рэнди бросает свой бизнес по выращиванию марихуаны и возобновляет свою профессию геолога, чтобы найти решение проблемы засухи. Когда Денвер собирается ввести в эксплуатацию сервис Пи-Пи, приезжает Рэнди и предлагает построить опреснительную установку, на что Денвер соглашается. Взбешенный Пи-Пи приказывает своим подчиненным, включая Челмедведосвина, избавиться от Рэнди. Картман и Баттерс шпионят за Толкином в его доме; когда он противостоит им, Картман раскрывает свои исследования о засухе. Картман, Баттерс и Толкин рассказывают Харрису о своих исследованиях; Харрис, думая, что за засухой стоит Стив, рассказывает, что Челмедведосвина, вероятно, эксплуатируют, поскольку он боится за свою подругу; и их потомство, Чак-Чака. Когда Харрис показывает фотографию Стива в аквапарке, мальчики понимают, что он должен быть там. Стив приходит в сознание находясь в канализации; заметив свою залатанную рану, он понимает, что за ним ухаживала Свинмедведодевушка и Чак-Чак.
Строительство установки для опреснения воды начинается после того, как Рэнди обнаруживает проблему с транспортировкой соленой воды в гору. Картман, Баттерс и Толкин находят вход для сотрудников аквапарка рядом с водной горкой, которую видно на фотографии Харрисона. Внутри они обнаруживают Чак-Чака, прежде чем попасть в ловушку охраны. Пи-Пи рассказывает мальчикам о своих планах заставить всех инвестировать в его службу сбора мочи и устранить мальчиков. Харрисон навещает Линду Блэк в Credigree Weed, раскрывая свое намерение убить Стива, если найдет его, в то время как Стив подслушивает их разговор. Рэнди получает звонок от своих коллег о том, что Челмедведосвин уничтожил завод из-за глобального потепления и, предположительно, ищет Рэнди. Стив находит Рэнди и рассказывает ему о плане Пи-Пи. Семья Рэнди убеждает его вернуться к образу Карен, используя запасенный сорт марихуаны Шарон.
Пока Пи-Пи снимает свой последний рекламный ролик, Рэнди в роли Карен пробирается в аквапарк и раскрывает план Пи-Пи всем присутствующим. Благодаря отвлекающему маневру, дети сбегают с помощью Чак-Чака и Свинмедведодевушки. Толкин и Челмедведосвин воссоединяются со своими семьями. Освободившись от контроля Пи-Пи, Челмедведосвин обезглавливает его. Рэнди убеждает Картмана и других женщин с грудными имплантатами слить физиологический раствор из них и включить опреснительную установку. Завод восстанавливает водоснабжение в районе Денвера, когда Челмедведосвин и его семья возвращаются в лес. Когда Линда предлагает убить Чак-Чака, прежде чем он закончит так же, как его отец, Стэн вместо этого предлагает людям достучаться к нему, но Рэнди отвергает это и приглашает всех просто выкурить немного марихуаны.

## Разработка
5 августа 2021 года стало известно, что Трей Паркер и Мэтт Стоун подписали сделку на 900 миллионов долларов о продлении сериала до 30-го сезона и создании 14 полнометражных фильмов, эксклюзивных для Paramount+. Было подтверждено, что они будут выпускаться по два фильма в год.

## Отзывы и критика
Спенсер Легаси из Сomingsoon.net оценил эпизод на 9 баллов из 10, что сайт приравнивает к «Отлично», и заявил, что «Эпизод является сильным шагом вперед по сравнению с первой частью, отличаясь сочетанием как острых комментариев, так и глупых, но веселых приколов. У Рэнди была аккуратная сюжетная линия, которую оценят поклонники старой школы, и ни одна знаменитость не была лишена веселого гнева от „Южного парка“. Будет ли у нас еще один специальный выпуск или следующий 26-й сезон, шоу находится в хорошем состоянии, в нем полно возможностей для глупых историй и злободневных острот. Даже если вам не понравилась первая часть „Стриминговых войн“, я рекомендую посмотреть вторую часть, поскольку это забавный эпизод классической комедии „Южный парк“».
Дэвиду Пирсу из The Verge особенно понравился эпизод со знаменитостями, которые поддержали криптовалюту и NFT в рекламных роликах, заявив: «Мэтт Дэймон, снявший рекламный ролик „Фортуна благоволит храбрых“ для Crypto.com войдет в историю как одно из лучших событий, когда-либо случалось с „Южным парком“... Шоу высмеивает криптовалюту, Дэймона и эту фразу еще с тех пор. Но с „Южным Парком: Стриминговые войны. Часть 2“, который только что вышел на Paramount+, крипто-шутки шоу вышли на новый уровень».
Джон Шварц из Bubbleblabber.com оценил эпизод на 9 баллов из 10, что сайт приравнивает к «Потрясающе: не совсем идеально, но вам стоит посмотреть, что бы это ни было, даже если вы думаете, что не являетесь поклонником франшизы или не знакомы с сюжетом», отметив, что ему особенно понравились выпуски из специальных анимационных фильмов для взрослых на Paramount+. В своем обзоре он заявил: «За последние 45 дней Paramount + вышли два фильма „Южный парк“ с новым фильмом „Бивис“ и „Баттхед“, сделав это лето самым насыщенным событиями в анимации для взрослых. Я не знаю, появятся ли еще специальные эпизоды к концу лета на момент написания этой статьи, но мне нравится эта перепалка между Майком Джадж и Мэттом/Треем, поскольку это заставляет оба творческих лагеря выступать со своими лучшими вещами. Как бы глупо ни было то, что Картман получает сиськи в первой части „Южного парка: Стриминговые войны“, столь же глупо отправлять Бивиса и Баттхеда в космос. „Южный парк: Стриминговые войны. Часть 2“, отвечает на это полномасштабным выступлением, о котором люди будут говорить неделями... как раз вовремя, чтобы Paramount+ порадовала нас, надеюсь, еще одной специальной анимационной комедией для взрослых».